# Aristocratica
Aristocratica è l'ottavo album dei Matia Bazar, pubblicato su vinile dalla Ariston Records (catalogo AR LP 12418) e dalla CGD su vinile e cassetta (CGD 20635) nel 1984.
| Recensione | Giudizio          |
| ---------- | ----------------- |
| OndaRock   | Disco consigliato |

## Descrizione
Inizia a collaborare col gruppo, in veste di turnista, Sergio Cossu, che dall'album successivo diventerà tastierista ufficiale e membro della band.
Ristampato su CD dalla Virgin Dischi nel 1987 (MPCID 1016) e, rimasterizzato, nel 1991 (777 7 88112 2).

## I brani
- Aristocratica
Una versione cantata da Laura Valente è presente nell'album Radiomatia del 1995.
- Mosca Helzapoppin
Contiene citazioni dal brano Walking in the Air di Howard Blake inserito nella colonna sonora del film d'animazione per bambini The Snowman (1982).

### Cercami ancora
Brano secondo classificato al Festival Mondiale della Canzone Popolare di Tokyo del 1984, inserito, in versione originale dal vivo, nell'introvabile LP della manifestazione.
Sempre nel 1984, esce, soltanto in Giappone, come singolo studio (lato B: Aristocratica) e viene aggiunto all'edizione giapponese dell'album Aristocratica (SEVEN SEAS catalogo K28P 499).
È disponibile per il mercato europeo nelle raccolte: Sentimentale: le più belle canzoni d'amore... del 2001 e The Platinum Collection del 2007.

## Tracce
Lato A
1. Sulla scia – 4:50 (testo: Aldo Stellita, Marco Guzzetti – musica: Carlo Marrale)
2. Carmen – 4:20 (testo: Giancarlo Golzi – musica: Antonella Ruggiero)
3. Ultima volontà (Matia Bazar con Garbo) – 5:30 (testo: Aldo Stellita – musica: Carlo Marrale)
4. Milady – 4:30 (testo: Giancarlo Golzi, Aldo Stellita – musica: Carlo Marrale)

Lato B
1. Aristocratica – 5:10 (testo: Aldo Stellita – musica: Carlo Marrale)
2. Mosca Helzapoppin – 5:10 (testo: Giancarlo Golzi, Marco Guzzetti – musica: Carlo Marrale)
3. Logica attenuante – 4:10 (testo: Aldo Stellita – musica: Sergio Cossu, Antonella Ruggiero)
4. Luci al neon – 4:40 (testo: Giancarlo Golzi – musica: Carlo Marrale)

## Formazione
Gruppo
- Antonella Ruggiero – voce
- Carlo Marrale – chitarra acustica, voce
- Aldo Stellita – basso
- Giancarlo Golzi – batteria

Altri musicisti
- Roberto Colombo – tastiere, sintetizzatori, programmazione batterie elettroniche
- Massimo Luca – chitarra acustica
- Alberto Mompellio, Paolo D'Alo – direzione d'orchestra, orchestrazione
- Riccardo Giagni – intervento strumentale in Carmen
- Sergio Cossu – assolo di sintetizzatore in Logica attenuante